# اوج و فرود
اوج و فرود (انگلیسی: Wax and Wane) یک مجموعهٔ تلویزیونی درام هنگ کنگی است که در سال ۲۰۱۱ منتشر شد. این درام داستان دو خانواده رقیب را روایت می‌کند که با مشکلاتی چون انتقام، طمع، درگیری‌های تجاری و امور خانواده سروکار دارند.

## رتبه‌بندی هر قسمت از نگاه تماشاگران
|   | هفته                    | قسمت‌ها  | نمرهٔ میانگین | حداکثر نمره | منبع  |
| - | ----------------------- | ------- | ------------ | ----------- | ----- |
| ۱ | ۱۳–۱۷ ژوئن ۲۰۱۱         | ۱ — ۵   | ۲۵           | ۲۹          | [ ۲ ] |
| ۲ | ۲۰–۲۴ ژوئن ۲۰۱۱         | ۶ — ۱۰  | ۲۶           | ۲۹          | [ ۳ ] |
| ۳ | ۲۷ ژوئن تا ۱ ژوئیه ۲۰۱۱ | ۱۱ — ۱۵ | ۲۶           | ۳۰          | [ ۴ ] |
| ۴ | ۴–۸ ژوئیه ۲۰۱۱          | ۱۶ — ۲۰ | ۲۷           | ۳۱          | [ ۵ ] |
| ۵ | ۱۱–۱۵ ژوئیه ۲۰۱۱        | ۲۱ — ۲۵ | ۲۷           | ۳۲          | [ ۶ ] |
| ۶ | ۱۸–۲۲ ژوئیه ۲۰۱۱        | ۲۶ — ۳۰ | ۲۷           | ۳۴          | [ ۷ ] |

## پیون به بیرون
وبگاه رسمی